# Izumrli jezik
Izumŕli jêzik je jezik, ki nikomur ni več materni jezik, je pa to bil. Taki jeziki so marsikdaj ostali v znanstveni, pravni ali cerkveni uporabi. Izumrli jeziki kot latinščina in stara grščina so še dolgo po izumrtju vir za znanstvene neologizme. Stara cerkvena slovanščina in avestijščina sta le dva med številnimi izumrlimi jeziki, ki se še vedno uporabljajo v bogoslužne namene. Znan starodavni, praktično izumrli jezik je tudi giz. Vsako leto izumre okoli 200 jezikov (največ južnoameriških ter afriških plemenskih).